# District de Lassay
Le district de Lassay est une ancienne division territoriale française du département de la Mayenne de 1790 à 1795.
Il était composé des cantons de Lassay, la Chapelle-Moche, Couptrain, le Horps, Javron, Lignéres, la Poôté, Prez en Pail, Thubœuf et Villaines.